# Zapasy na Letnich Igrzyskach Olimpijskich 2004 – kategoria do 60 kg w stylu wolnym
Rywalizacja w wadze do 60 kg mężczyzn w zapasach w stylu wolnym na Letnich Igrzyskach Olimpijskich 2004 została rozegrana 28 i 29 sierpnia. Zawody odbyły się w hali Ano Liosia Olympic Hall w Ano Liosia.
W zawodach wzięło udział 19 zawodników.

## Klasyfikacja[1]
| Pozycja | Nazwisko                  | Kraj              |
| ------- | ------------------------- | ----------------- |
|         | Yandro Quintana           | Kuba              |
|         | Masud Mostafa Dżokar      | Iran              |
|         | Kenji Inoue               | Japonia           |
| 4       | Wasyl Fedoryszyn          | Ukraina           |
| 5       | Dawit Poghosiani          | Gruzja            |
| 6       | Gia Sissaouri             | Kanada            |
| 7       | Jeong Yeong-ho            | Korea Południowa  |
| 8       | Ľuboš Čikel               | Austria           |
| 9       | Damir Zachartdinow        | Uzbekistan        |
| 10      | Murad Umachanow           | Rosja             |
| 11      | Bezik Aslanaswili         | Grecja            |
| 12      | Ułan Nadyrbek uułu        | Kirgistan         |
| 13      | Ojuunbilegijn Pürewbaatar | Mongolia          |
| 14      | Sushil Kumar              | Indie             |
| 15      | Tevfik Odabaşı            | Turcja            |
| 16      | Eric Guerrero             | Stany Zjednoczone |
| 17      | Sahit Prizreni            | Albania           |
| 18      | Iwan Dżorew               | Bułgaria          |
| 19      | Gergő Wöller              | Węgry             |

## Zasady
Uczestnicy zostali podzielni na grupy. Najlepszy zawodnik awansował do dalszej rywalizacji w rundzie finałowej
- TF – Łopatki
- PP – Na punkty (Pokonany zdobył punkty)
- PO – Na punkty (Pokonany bez punktów)
- ST – Przewaga (10 punktów różnicy, przewaga techniczna)
- CP – Punkty
- TP – Punkty techniczne/Czas

## Wyniki[2]

### Grupa 1
| Miejsce | Zawodnik           | Kraj      | W | P | CP | TP |
| ------- | ------------------ | --------- | - | - | -- | -- |
| 1       | Wasyl Fedoryszyn   | Ukraina   | 2 | 0 | 6  | 8  |
| 2       | Ułan Nadyrbek uułu | Kirgistan | 1 | 1 | 4  | 6  |
| 3       | Gergő Wöller       | Węgry     | 0 | 2 | 0  | 0  |

| Zapaśnik 1         | Zapaśnik 2         | CP  |    | TP  |
| ------------------ | ------------------ | --- | -- | --- |
| Ułan Nadyrbek uułu | Gergő Wöller       | 3-0 | PO | 3-0 |
| Wasyl Fedoryszyn   | Ułan Nadyrbek uułu | 3-1 | PP | 5-3 |
| Gergő Wöller       | Wasyl Fedoryszyn   | 0-3 | PO | 0-3 |

### Grupa 2
| Miejsce | Zawodnik        | Kraj   | W | P | CP | TP |
| ------- | --------------- | ------ | - | - | -- | -- |
| 1       | Gia Sissaouri   | Kanada | 2 | 0 | 6  | 13 |
| 2       | Murad Umachanow | Rosja  | 1 | 1 | 4  | 7  |
| 3       | Tevfik Odabaşı  | Turcja | 0 | 2 | 2  | 6  |

| Zapaśnik 1      | Zapaśnik 2      | CP  |    | TP  |
| --------------- | --------------- | --- | -- | --- |
| Murad Umachanow | Tevfik Odabaşı  | 3-1 | PP | 5-2 |
| Gia Sissaouri   | Murad Umachanow | 3-1 | PP | 8-2 |
| Tevfik Odabaşı  | Gia Sissaouri   | 1-3 | PP | 4-5 |

### Grupa 3
| Miejsce | Zawodnik        | Kraj     | W | P | CP | TP |
| ------- | --------------- | -------- | - | - | -- | -- |
| 1       | Yandro Quintana | Kuba     | 2 | 0 | 6  | 6  |
| 2       | Sushil Kumar    | Indie    | 1 | 1 | 3  | 9  |
| 3       | Iwan Dżorew     | Bułgaria | 0 | 2 | 0  | 0  |

| Zapaśnik 1      | Zapaśnik 2      | CP  |    | TP  |
| --------------- | --------------- | --- | -- | --- |
| Yandro Quintana | Iwan Dżorew     | 3-0 | PO | 3-0 |
| Sushil Kumar    | Yandro Quintana | 0-3 | PO | 0-3 |
| Iwan Dżorew     | Sushil Kumar    | 0-3 | PO | 0-9 |

### Grupa 4
| Miejsce | Zawodnik                  | Kraj              | W | P | CP | TP |
| ------- | ------------------------- | ----------------- | - | - | -- | -- |
| 1       | Dawit Poghosiani          | Gruzja            | 2 | 0 | 6  | 7  |
| 2       | Ojuunbilegijn Pürewbaatar | Mongolia          | 1 | 1 | 4  | 5  |
| 3       | Eric Guerrero             | Stany Zjednoczone | 0 | 2 | 2  | 2  |

| Zapaśnik 1                | Zapaśnik 2                | CP  |    | TP  |
| ------------------------- | ------------------------- | --- | -- | --- |
| Ojuunbilegijn Pürewbaatar | Dawit Poghosiani          | 1-3 | PP | 2-4 |
| Eric Guerrero             | Ojuunbilegijn Pürewbaatar | 1-3 | PP | 1-3 |
| Dawit Poghosiani          | Eric Guerrero             | 3-1 | PP | 3-1 |

### Grupa 5
| Miejsce | Zawodnik             | Kraj    | W | P | CP | TP |
| ------- | -------------------- | ------- | - | - | -- | -- |
| 1       | Masud Mostafa Dżokar | Iran    | 2 | 0 | 6  | 11 |
| 2       | Bezik Aslanaswili    | Grecja  | 1 | 1 | 4  | 7  |
| 3       | Sahit Prizreni       | Albania | 0 | 2 | 1  | 2  |

| Zapaśnik 1           | Zapaśnik 2           | CP  |    | TP  |
| -------------------- | -------------------- | --- | -- | --- |
| Sahit Prizreni       | Bezik Aslanaswili    | 1-3 | PP | 2-5 |
| Masud Mostafa Dżokar | Sahit Prizreni       | 3-0 | PO | 8-0 |
| Bezik Aslanaswili    | Masud Mostafa Dżokar | 1-3 | PP | 2-3 |

### Grupa 6
| Miejsce | Zawodnik           | Kraj             | W | P | CP | TP |
| ------- | ------------------ | ---------------- | - | - | -- | -- |
| 1       | Kenji Inoue        | Japonia          | 2 | 1 | 8  | 22 |
| 2       | Jeong Yeong-ho     | Korea Południowa | 2 | 1 | 8  | 23 |
| 3       | Ľuboš Čikel        | Austria          | 1 | 2 | 4  | 9  |
| 4       | Damir Zachartdinow | Uzbekistan       | 1 | 2 | 4  | 13 |

| Zapaśnik 1         | Zapaśnik 2         | CP  |    | TP   |
| ------------------ | ------------------ | --- | -- | ---- |
| Ľuboš Čikel        | Jeong Yeong-ho     | 1-3 | PP | 3-4  |
| Damir Zachartdinow | Kenji Inoue        | 3-1 | PP | 3-2  |
| Ľuboš Čikel        | Damir Zachartdinow | 3-1 | PP | 6-5  |
| Jeong Yeong-ho     | Kenji Inoue        | 1-3 | PP | 2-7  |
| Ľuboš Čikel        | Kenji Inoue        | 0-4 | ST | 0-13 |
| Jeong Yeong-ho     | Damir Zachartdinow | 4-0 | TF | 4:21 |

### Runda finałowa[3]
|  | Ćwierćfinały     | Ćwierćfinały     | Ćwierćfinały |  |  | Półfinały            | Półfinały            | Półfinały            |   |                 | Finał                 | Finał                 | Finał                 |
|  |                  |                  |              |  |  |                      |                      |                      |   |                 |                       |                       |                       |
|  | Wasyl Fedoryszyn | Wasyl Fedoryszyn | 6            |  |  |                      |                      |                      |   |                 |                       |                       |                       |
|  | Gia Sissaouri    | Gia Sissaouri    | 0            |  |  | Wasyl Fedoryszyn     | Wasyl Fedoryszyn     | 1                    |   |                 |                       |                       |                       |
|  | Yandro Quintana  | Yandro Quintana  | 5            |  |  | Yandro Quintana      | Yandro Quintana      | 3                    |   |                 |                       |                       |                       |
|  | Dawit Poghosiani | Dawit Poghosiani | 0            |  |  |                      |                      |                      |   | Yandro Quintana | Yandro Quintana       | 4                     |                       |
|  |                  |                  |              |  |  |                      | Masud Mostafa Dżokar | Masud Mostafa Dżokar | 0 |                 |                       |                       |                       |
|  |                  |                  |              |  |  | Masud Mostafa Dżokar | Masud Mostafa Dżokar | 5                    |   |                 |                       |                       |                       |
|  |                  |                  |              |  |  | Kenji Inoue          | Kenji Inoue          | 4                    |   |                 | Walka o brązowy medal | Walka o brązowy medal | Walka o brązowy medal |
|  |                  |                  |              |  |  |                      |                      |                      |   |                 |                       |                       |                       |
|  |                  |                  |              |  |  |                      |                      |                      |   |                 | Wasyl Fedoryszyn      | Wasyl Fedoryszyn      | 5                     |
|  |                  |                  |              |  |  |                      |                      |                      |   |                 | Kenji Inoue           | Kenji Inoue           | 6                     |

|  |                  |                  |    |
|  | o 5 miejsce      |                  |    |
|  |                  |                  |    |
|  |                  |                  |    |
|  |                  |                  |    |
|  | Gia Sissaouri    |                  |    |
|  |                  |                  |    |
|  | Dawit Poghosiani | Dawit Poghosiani | WO |
|  | Dawit Poghosiani | Dawit Poghosiani | WO |
|  |                  |                  |    |